# لوبیای عروس
لوبیای عروسبا (نام علمی: Phaseolus lunatus) با نام‌های کریسمس یا لیما نیز شناخته می‌شود، جزو حبوبات است و بومی آمریکای جنوبی و آمریکای میانه است.